# Hanne Gaby Odiele
Hanne Gaby Odiele Termote (Kortrijk, 8 oktober 1987) is een Belgisch model. 
Odiele werd gescout op het muziekfestival Novarock in Kortrijk en begon in 2005 als model in New York. Odiele nam sindsdien deel aan modeshows en campagnes van modemerken als Marc by Marc Jacobs, Rodarte, Ruffian, Thakoon, Chanel, Givenchy, Prada, Mulberry, Balenciaga, Anna Sui, Vera Wang en DKNY Jeans. Odiele verscheen op de covers van Vogue, Marie Claire, Teen Vogue en Elle.
Odiele werd geboren met het androgeenongevoeligheidssyndroom en is intersekse. In 2017 maakte Odiele dit openbaar en sindsdien treedt hen op als een intersekse-mensenrechtenactiviste.
Odiele woont in New York en huwde in 2016 met model John Swiatek. Odiele gebruikt de voornaamwoorden 'hen' en 'hun'.